# A212 (Russland)
Die A 212 ist eine Fernstraße in der russischen Oblast Pskow. Sie führt von der estnischen Grenze in nordöstlicher Richtung nach Pskow. Sie ist Teil der Europastraße 77, deren nördlicher Abschnitt von Kaliningrad (Russland) über Šiauliai (Litauen) und Riga nach Pskow führt, wo sie auf die Europastraße 95 bzw. die Fernstraße R23 stößt. Sie dient so der Anbindung der Exklave Kaliningrad und des südlichen Baltikums an den Nordwesten Russlands mit der Metropole Sankt Petersburg.

## Verlauf
| 0 km  | Grenzübergang Luhamaa-Schumilkino                                       |
| 10 km | Panikowitschi                                                           |
| 29 km | Isborsk                                                                 |
|       | Dubnik                                                                  |
|       | Nejelowo                                                                |
| 59 km | Pskow                                                                   |
| 66 km | Einmündung in die R23 (Sankt Petersburg – Newel – belarussische Grenze) |

## Sehenswürdigkeiten
An der A 212 liegt die Festung Stary Isborsk, die von 1302 bis 1330 erbaut wurde. Etwa 5 km nördlich der Straße, in Senno  bei Nowy Isborsk steht die Kirche des Hl. Georg von 1562. Weitere historische Sehenswürdigkeiten bietet die Stadt Pskow.